# Yli-Ahmanen och Ala-Ahmanen
Yli-Ahmanen och Ala-Ahmanen eller Ahmanen är en sjö i Finland. Den ligger i kommunen Kuusamo i landskapet Norra Österbotten, i den nordöstra delen av landet, 600 km norr om huvudstaden Helsingfors. Yli-Ahmanen och Ala-Ahmanen ligger 230,9 meter över havet. Den är 10,67 meter djup. Arean är 80,7 hektar och strandlinjen är 12,24 kilometer lång. Sjön  ingår i Kems huvudavrinningsområde. 